# Campionati europei di atletica leggera indoor 2017 - 60 metri ostacoli maschili

## Podio
| Pos.    | Atleta                  | Nazionalità |
| ------- | ----------------------- | ----------- |
| Oro     | Andrew Pozzi            | Regno Unito |
| Argento | Pascal Martinot-Lagarde | Francia     |
| Bronzo  | Petr Svoboda            | Rep. Ceca   |

## Record
| Record               | Record        | Record | Record                 | Record        |
| -------------------- | ------------- | ------ | ---------------------- | ------------- |
| Record del Mondo     | Colin Jackson | 7.30   | Sindelfingen, Germania | 6 marzo 1994  |
| Record europeo       | Colin Jackson | 7.30   | Sindelfingen, Germania | 6 marzo 1994  |
| Recor dei campionati | Colin Jackson | 7.39   | Parigi, Francia        | 12 marzo 1994 |

## Programma
| Data         | Ora   | Turno    |
| ------------ | ----- | -------- |
| 3 marzo 2017 | 16:45 | Batterie |
| 3 marzo 2017 | 20:10 | Finale   |

## Risultati

### Batterie
I primi due di ogni batteria e i migliori due tempi non qualificati direttamente si qualificano per la finale.
| Posizione | Batteria | Atleta                  | Nazione     | Tempo | Note                          |
| --------- | -------- | ----------------------- | ----------- | ----- | ----------------------------- |
| 1         | 1        | Andrew Pozzi            | Regno Unito | 7.52  | Q                             |
| 2         | 2        | Milan Trajkovic         | Cipro       | 7.56  | Q                             |
| 2         | 1        | Aurel Manga             | Francia     | 7.56  | Q                             |
| 4         | 2        | Orlando Ortega          | Spagna      | 7.59  | Q                             |
| 4         | 1        | Petr Svoboda            | Rep. Ceca   | 7.59  | q                             |
| 6         | 3        | Pascal Martinot-Lagarde | Francia     | 7.61  | Q                             |
| 7         | 2        | Garfield Darien         | Francia     | 7.65  | q                             |
| 8         | 2        | Damian Czykier          | Polonia     | 7.65  | Miglior prestazione personale |
| 9         | 2        | Erik Balnuweit          | Germania    | 7.67  |                               |
| 10        | 3        | Andreas Martinsen       | Danimarca   | 7.68  | Q                             |
| 11        | 2        | David King              | Regno Unito | 7.70  |                               |
| 12        | 3        | David Omoregie          | Regno Unito | 7.71  |                               |
| 13        | 1        | Maximilian Bayer        | Germania    | 7.73  |                               |
| 14        | 3        | Alexander Brorsson      | Svezia      | 7.78  |                               |
| 14        | 1        | Hassane Fofana          | Italia      | 7.78  |                               |
| 14        | 2        | Elmo Lakka              | Finlandia   | 7.78  | SB                            |
| 17        | 1        | Ben Reynolds            | Irlanda     | 7.81  |                               |
| 18        | 3        | Serhiy Kopanayko        | Ucraina     | 7.95  |                               |
| 19        | 3        | Cosmin Ilie Dumitrache  | Romania     | 8.00  |                               |
| 20        | 3        | Yidiel Contreras        | Spagna      | 8.04  |                               |
|           | 2        | Balázs Baji             | Ungheria    | DQ    |                               |
|           | 1        | Vitali Parakhonka       | Bielorussia | DQ    |                               |
|           | 1        | Artem Shamatryn         | Ucraina     | DQ    |                               |
|           | 3        | Valdó Szucs             | Ungheria    | DNS   |                               |

### Finale
La finale è iniziata alle 20:10 di venerdì 3 marzo
.
| Posizione | Corsia | Atleta                  | Nazione     | Tempo | Note                                     |
| --------- | ------ | ----------------------- | ----------- | ----- | ---------------------------------------- |
| Oro       | 5      | Andrew Pozzi            | Regno Unito | 7.51  |                                          |
| Argento   | 4      | Pascal Martinot-Lagarde | Francia     | 7.52  |                                          |
| Bronzo    | 1      | Petr Svoboda            | Rep. Ceca   | 7.53  | Miglior prestazione personale stagionale |
| 4         | 2      | Garfield Darien         | Francia     | 7.54  |                                          |
| 5         | 6      | Aurel Manga             | Francia     | 7.58  |                                          |
| 6         | 3      | Milan Trajkovic         | Cipro       | 7.60  |                                          |
| 7         | 7      | Orlando Ortega          | Spagna      | 7.64  |                                          |
| 8         | 8      | Andreas Martinsen       | Danimarca   | 7.68  | =                                        |